# Champagne Safari
Champagne Safari ist ein US-amerikanischer Dokumentarfilm über die zweite Hochzeitsreise von Rita Hayworth und Aly Khan aus dem Jahr 1951.

## Handlung
Gut anderthalb Jahre nach ihrer von den Medien mit viel Aufmerksamkeit verfolgten Hochzeit entschließen sich Prinz Aly Khan, der Sohn des Aga Khan, und Hollywood-Star Rita Hayworth eine zweite Hochzeitsreise durch Afrika zu machen. Der Filmagent Jackson Leighter und seine Frau Lola sollen sie dabei begleiten, und Leighter beschließt, die Reise mit einer Filmkamera festzuhalten. In Pompeji treffen die Leighters zunächst auf Hayworth und gemeinsam sehen sie sich die Ausgrabungen der antiken Stadt an. Den Leighters zufolge sei Hayworth trotz ihres Titels einer Prinzessin immer noch das bodenständige und natürliche Mädchen, das sie immer schon gewesen sei. Auf ihrer Reise Richtung Afrika machen sie auch Halt in Athen, wo sie die Akropolis besichtigen. In Ägypten angekommen, schließt sich ihnen Aly Khan an. Von Kairo aus befahren sie gemeinsam den Nil und besuchen anschließend das Tal der Könige und die Tempelanlagen von Luxor.
In Nairobi, der Hauptstadt Kenias, legen sie einen Zwischenstopp in einer von Khans Residenzen ein und seine Dienerschaft wird vorgestellt. Von den örtlichen Ismailiten wird Khan, wie sein Vater, fast wie ein Gott verehrt. Die Leighters entschließen sich die Umgebung zu erkunden und fahren zu einer britischen Garnison, wo die Volksgruppe der Kikuyu als Folge des Mau-Mau-Kriegs in Gefangenenlagern lebt. Zurück in Khans Residenz vollführen ismailitische Frauen im Garten einen rituellen Tanz. Hayworth schaut ihnen von einem Balkon aus zu. In Mombasa besuchen die Leighters und Hayworth eine Schule, die vom Aga Khan gestiftet wurde. Anschließend statten sie dem Stamm der Wakamba einen Besuch ab, der für sie einen rituellen Tanz vorführt. Mit Khans Privatflugzeug, das dieser zusammen mit einem ehemaligen Offizier der Royal Air Force steuert, treffen sie bei einer abgelegenen Gemeinde der Ismailiten in Tanganjika ein, wo ein großer offizieller Empfang für den Prinzen und die Prinzessin stattfindet. Die männlichen Würdenträger umringen Khan, während sich muslimische Frauen Hayworth zuwenden. Im Anschluss daran besuchen sie Schulen und begrüßen Pfadfindergruppen. Auf dem Anwesen eines indischen Anwalts spielt später die örtliche Polizeikapelle für Hayworth ein Konzert. Hayworth betätigt dabei ungeschickt ein Aufnahmegerät, dessen Tonband daraufhin mühsam entwirrt und wieder aufgerollt werden muss. Auch in Sansibar, wo Khan einen weiteren Wohnsitz samt privatem Golfplatz besitzt, werden Khan und Hayworth mit viel Pomp empfangen. Nach einem kurzen Einkaufsbummel findet bei großer Hitze die Zeugnisvergabe einer Mädchenschule statt. Hayworth hält auf Swahili eine kurze Rede und verteilt anschließend Auszeichnungen an die besten Schülerinnen. Daraufhin wird ein Geistertanz eines Buganda-Stamms gezeigt. Auf Madagaskar werden Khan, Hayworth und die Leighters von der französischen Regierung als Gäste willkommen geheißen. Zusammen mit dem amerikanischen Konsul besuchen Hayworth und Lola Leighter einen Markt, wo Hayworth mehrere Stoffbahnen Seide kauft.
Zurück in Kenia, gehen die Leighters auf Safari. Von zahlreichen Lastwagen werden Zelte und Versorgungsgüter in das Jagdreservat der Massai gebracht und von Khans Dienerschaft aufgebaut. Dank eines Generators ist sogar Strom für elektrisches Licht und Kühlanlagen vorhanden, die den mitgebrachten Champagner kühl halten sollen. Schon kurz darauf tauchen im Camp ein neugieriger Pavian und mehrere junge Löwen auf und man gibt ihnen etwas zu fressen. Khan trifft schließlich ohne Hayworth ein. Diese kam letztlich zu dem Schluss, dass ihre Ehe nicht funktioniert. Während Khan auf Büffeljagd geht, begutachten die Leighters die örtliche Tierwelt. Neben Impalas und Antilopen werden unter anderem Giraffen, Gnus, Elefanten, Krokodile und Flusspferde gezeigt. Eine Löwin erhält dabei besondere Aufmerksamkeit, als sie sich an einem Büffel satt frisst, den Khan zuvor geschossen hatte.
Nach drei Monaten will Hayworth wieder in die Vereinigten Staaten zurück. Sie hat Aly Khan verlassen und sehnt sich nach ihren beiden Töchtern, die in Südfrankreich zurückgeblieben waren. In Alexandria begibt sie sich mit den Leighters auf ein Schiff, das sie nach Hause bringen soll. Kurz zuvor erhielt Hayworth eine Einladung von König Faruq, die die Schauspielerin jedoch ablehnte. Mit einem Boot fährt der König zu ihrem Schiff, um sie zu verabschieden. Hayworth gibt ihm jedoch von Weitem zu verstehen, dass sie das nicht möchte, und der König fährt wieder davon. Hayworths Schiff legt schließlich ab.

## Hintergrund

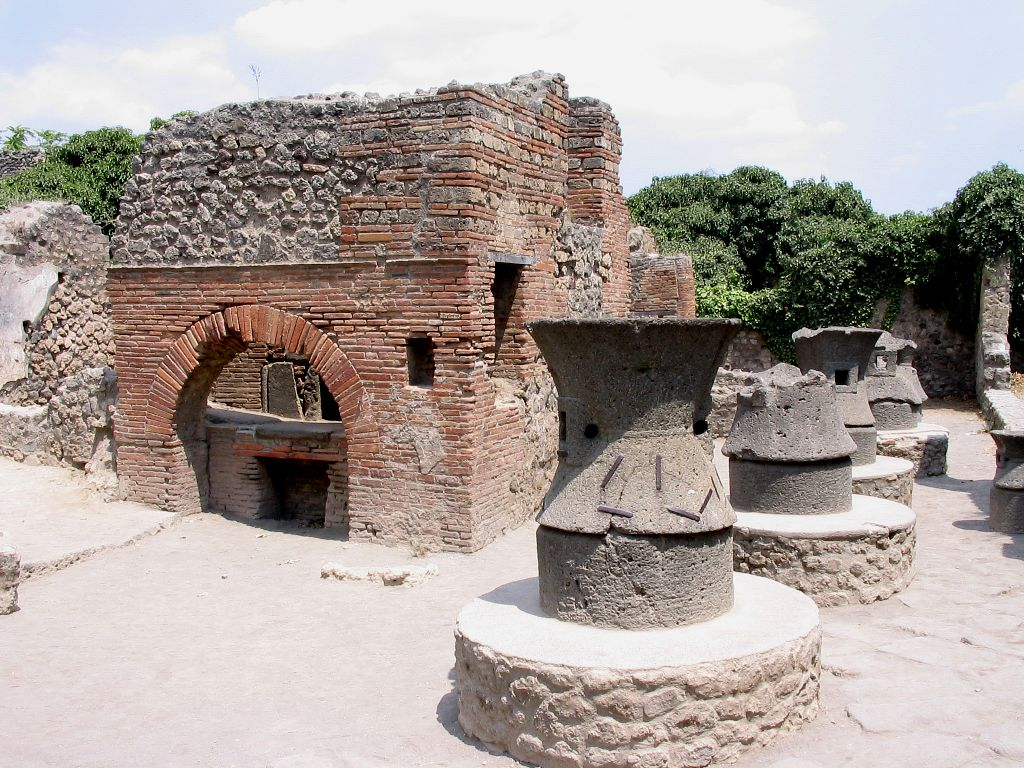
Die Reste einer Bäckerei in Pompeji, ein Drehort des Films

Die Aufnahmen des Films entstanden zwischen Dezember 1950 und Februar 1951 während der zweiten Hochzeitsreise von Rita Hayworth und Aly Khan, die den mit Hayworth befreundeten Filmagenten Jackson Leighter und dessen Frau Lola als Begleitung eingeladen hatten. Hayworths und Khans Beziehung hatte von Anfang an im Fokus der Öffentlichkeit gestanden und für viel Medienecho gesorgt. Die zweite Hochzeitsreise war ein Versuch, ihre Ehe zu retten, nachdem sie sich nach anderthalb Jahren zunehmend auseinandergelebt hatten. Noch während der Reise jedoch verließ Hayworth Aly Khan und kehrte mit ihren beiden Töchtern in die Vereinigten Staaten zurück. Nachdem sie die Scheidung eingereicht hatte, gab sie ihr Einverständnis zur Veröffentlichung des von Leighter gedrehten Materials, unter der Bedingung, dass sie am Gewinn des Dokumentarfilms beteiligt wird. Als Sprecher sind im Film Jackson Leighter und Eileen Pollock zu hören.
Champagne Safari wurde am 31. Dezember 1951 im New Yorker Rialto Theatre uraufgeführt. Daraufhin wurde der Film unter anderem in Chicago zusammen mit Hayworths Comeback-Film Affäre in Trinidad gezeigt. 1952 lief er anschließend in mehreren New Yorker Kinos unter verschiedenen Titeln. Ein Alternativtitel lautete Safari So Good. Als der Film im Januar 1954 mit bedeutend mehr Publicity in den größeren Städten der Vereinigten Staaten erneut veröffentlicht wurde, stand Hayworth, die inzwischen von Khan geschieden war, mit ihrem vierten Ehemann, dem Sänger und Schauspieler Dick Haymes, in den Schlagzeilen. Im Mai desselben Jahres kam es zu einem Rechtsstreit, den der Verleiher des Films, die Defense Film Corporation, und Jackson Leighter Associates gegen Hayworths Produktionsfirma, die Beckworth Corporation, und Columbia Pictures führten. Columbias Chef Harry Cohn habe Exklusivrechte für jeden Hayworth-Film geltend gemacht und sich darauf berufend in die Veröffentlichung von Champagne Safari eingemischt. Es kam schließlich zu einer außergerichtlichen Einigung, worauf Columbia und die Beckworth Corporation nicht mehr in die Verbreitung des Films eingreifen durften. Im Sommer 1955 wurde der Film von einem in Los Angeles ansässigen Fernsehsender ausgestrahlt. Dabei wurden jedoch nur die ersten 25 Minuten gezeigt, bevor die Ausstrahlung zu Gunsten eines Baseball-Spiels abgebrochen wurde. In den Vereinigten Staaten wurde Champagne Safari später auch auf VHS veröffentlicht.
Gene Ringgold bezweifelte 1974 in seinem Buch The Films of Rita Hayworth, dass der Film seine Kosten an Kopien, Werbung und Transport hatte einspielen können. Hayworth zufolge sei der Film ein Flop gewesen. Sie habe „nicht einen Cent“ mit ihm verdient. Ursprünglich in Eastman Color gedreht, ist der Film inzwischen nur noch als Schwarzweißkopie im Umlauf.

## Kritiken
Der Filmkritiker Leonard Maltin bezeichnete den Dokumentarfilm als „faszinierende Kuriosität, die einen Reisebericht im Stil von National Geographic mit Klatsch à la Photoplay“ verbinde. Leighters Kamera habe das Bild einer Ehe eingefangen, „die bereits anfing, in die Brüche zu gehen“.
Dem Filmkritiker Gerald Peary zufolge stamme der Film „zu sehr aus der Plauschecke der Klatschzeitungen“ und sei „zu irrelevant, um gewertet zu werden“.